# Yadegar Asisi
Yadegar Asisi nato Yadegar Asisi Namini (Vienna, 8 aprile 1955) è un architetto tedesco.
Ha prodotto panorami monumentali a 360° che ha esposto in Germania e Francia.

## Biografia
Yadegar Asisi è nato a Vienna da genitori iraniani. Suo padre era uno dei 23 ufficiali comunisti che lo scià di Persia fece giustiziare. Ha trascorso l'infanzia e frequentato la scuola a Halle-sur-Saale e a Lipsia. Ha studiato all'Università tecnica di Dresda, dal 1973 al 1978, laureandosi in ingegneria e architettura. Ha studiato pittura all'Università delle Arti di Berlino, dal 1978 al 1984. Dal 1987 al 1994, ha lavorato, nella stessa università, come professore di disegno in prospettiva lineare. Nel 1991, è stato anche brevemente professore di architettura. Dal 1996 al 2008 è stato professore di rappresentazione libera (freie Darstellung) presso il Beuth University Institute of Technology (Beuth-Hochschule für Technik) di Berlino-Wedding.
Ha vinto numerosi premi in vari concorsi di architettura. Nel 1989, Yadegar Asisi e i suoi colleghi dello studio di architettura Brandt-Asisi-Böttcher hanno ricevuto il premio dell'Unione europea per l'architettura contemporanea Mies van der Rohe per il progetto della stazione terminale del vecchio treno a levitazione magnetica (M-Bahn) di Berlino.
Dal 2003 ha prodotto i più grandi panorami del mondo esposti al pubblico.
Lo studio di Asisi si trova a Berlino-Kreuzberg.

## Opere
Asisi realizza panorami associando tecniche di disegno e fotografie digitali modellate in 3D su computer. I personaggi sono integrati nei paesaggi per rendere lo spettacolo più vivo. L'immagine viene quindi stampata su grandi nastri di poliestere che possono raggiungere i 32 metri di altezza e e i 110 di larghezza. Ciò rappresenta una striscia con una superficie totale di circa 3 000 m2 e un peso di 750 kg. L'immagine viene quindi esposta al pubblico a 360° in una struttura circolare. Il pubblico è quindi circondato dal panorama la cui modellazione 3D dà un'impressione di profondità.
Le sue opere vengono esposte in vecchi gasometri che ha ribattezzato ufficialmente con il neologismo commerciale "Panometer" (Panometro), una parola composta formata da "   panorama" e da "gasometro".
Il primo panorama di Yadegar Asisi, l’8848Everest360°, è esposto nella struttura circolare di un vecchio gasometro a Lipsia in Sassonia, ribattezzato panometro di Lipsia.
Poi sono arrivati quelli di Dresda (Panometro di Dresda) dicembre 2006 e Berlino settembre 2012 .
Ha esposto per la prima volta in Francia, a Rouen, nel dicembre 2014 in Panorama XXL. Altra sua esposizione al gasometro di Pforzheim nel Bade-Wurtemberg e WITTENBERG360 a Lutherstadt-Wittenberg in Sassonia-Anhalt.

## Galleria di opere panoramiche

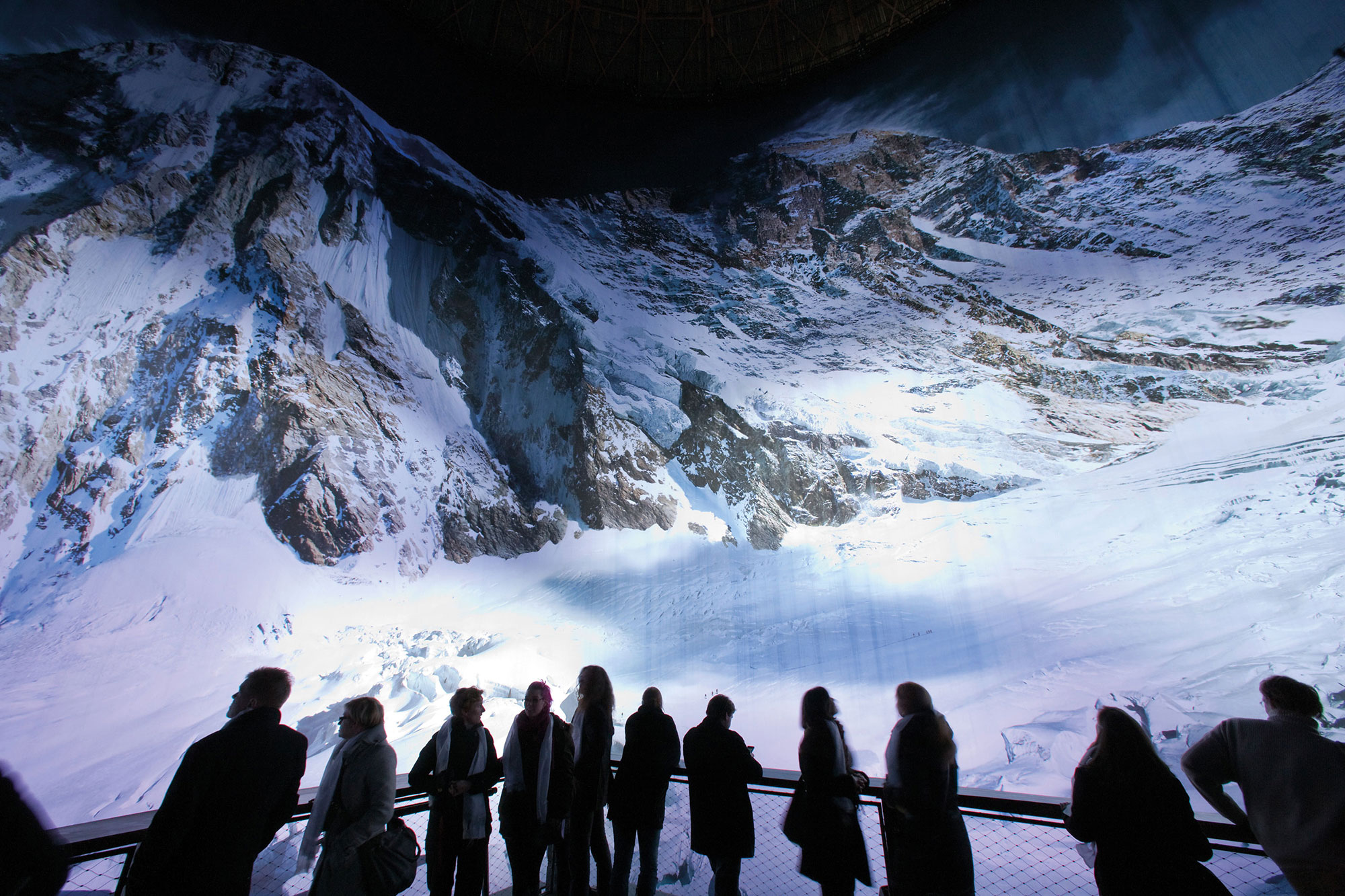
EVEREST al panometro di Lipsia (2003-2005, 2012, 2013)
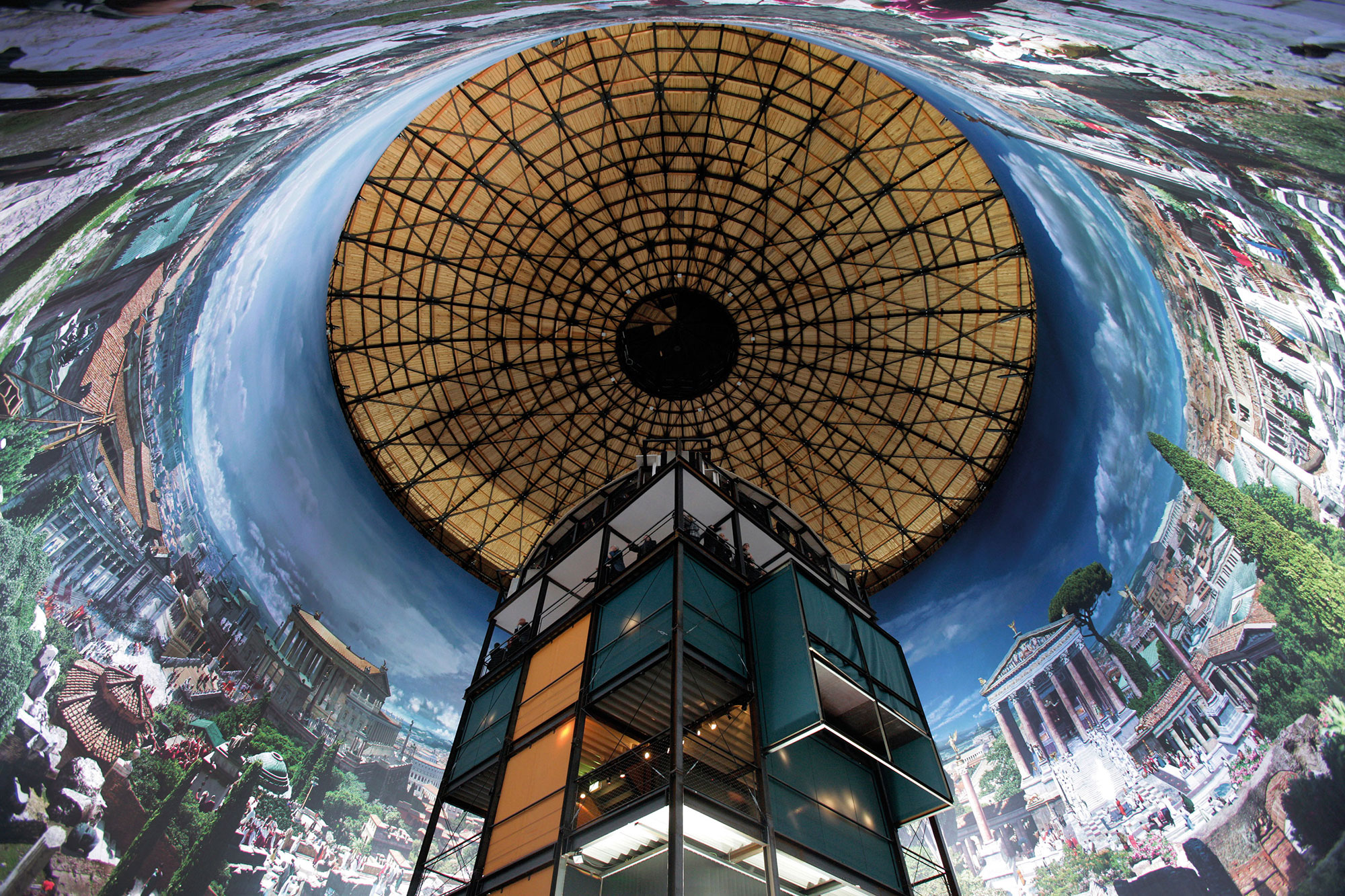
ROMA 312, 2005 - 2009 al panometro di Lipsia, 2011–2012 al panometro di Dresda, dal 2014 al gasometro di Pforzheim
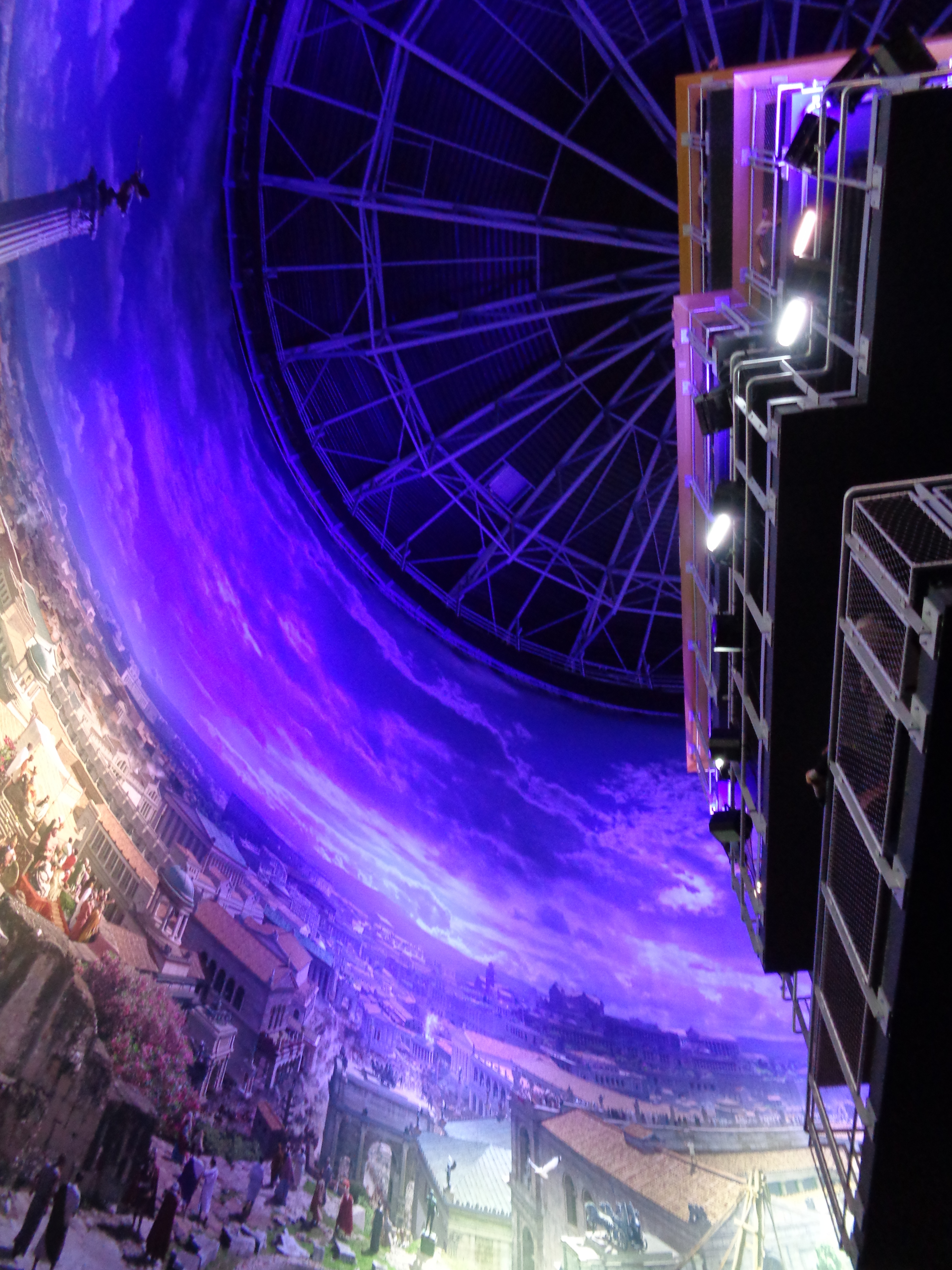
ROMA 312 al Panorama XXL di Rouen
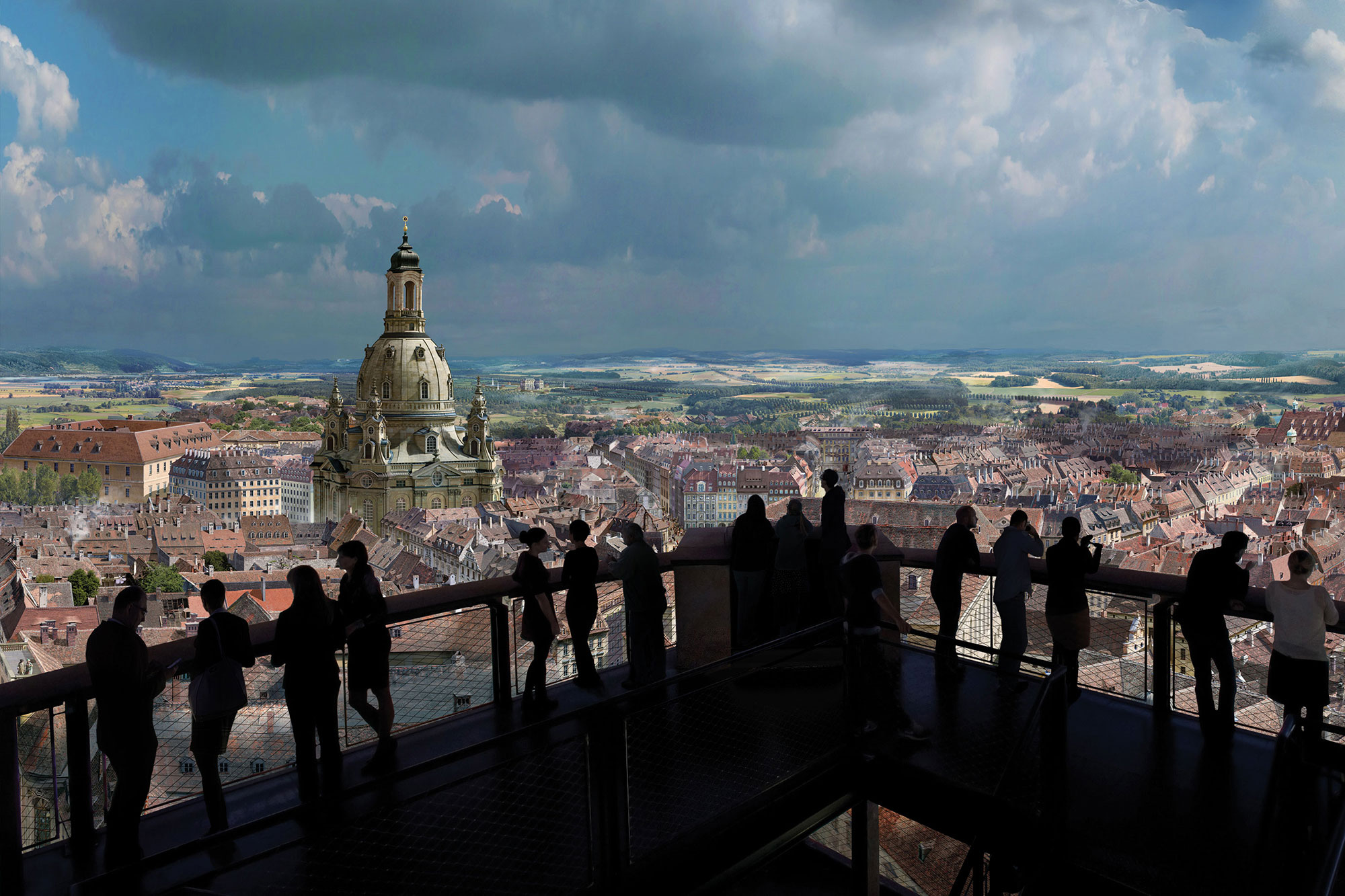
DRESDE BAROQUE al panometro di Dresda (2006-2015, ogni anno dal 2015 da giugno a gennaio)
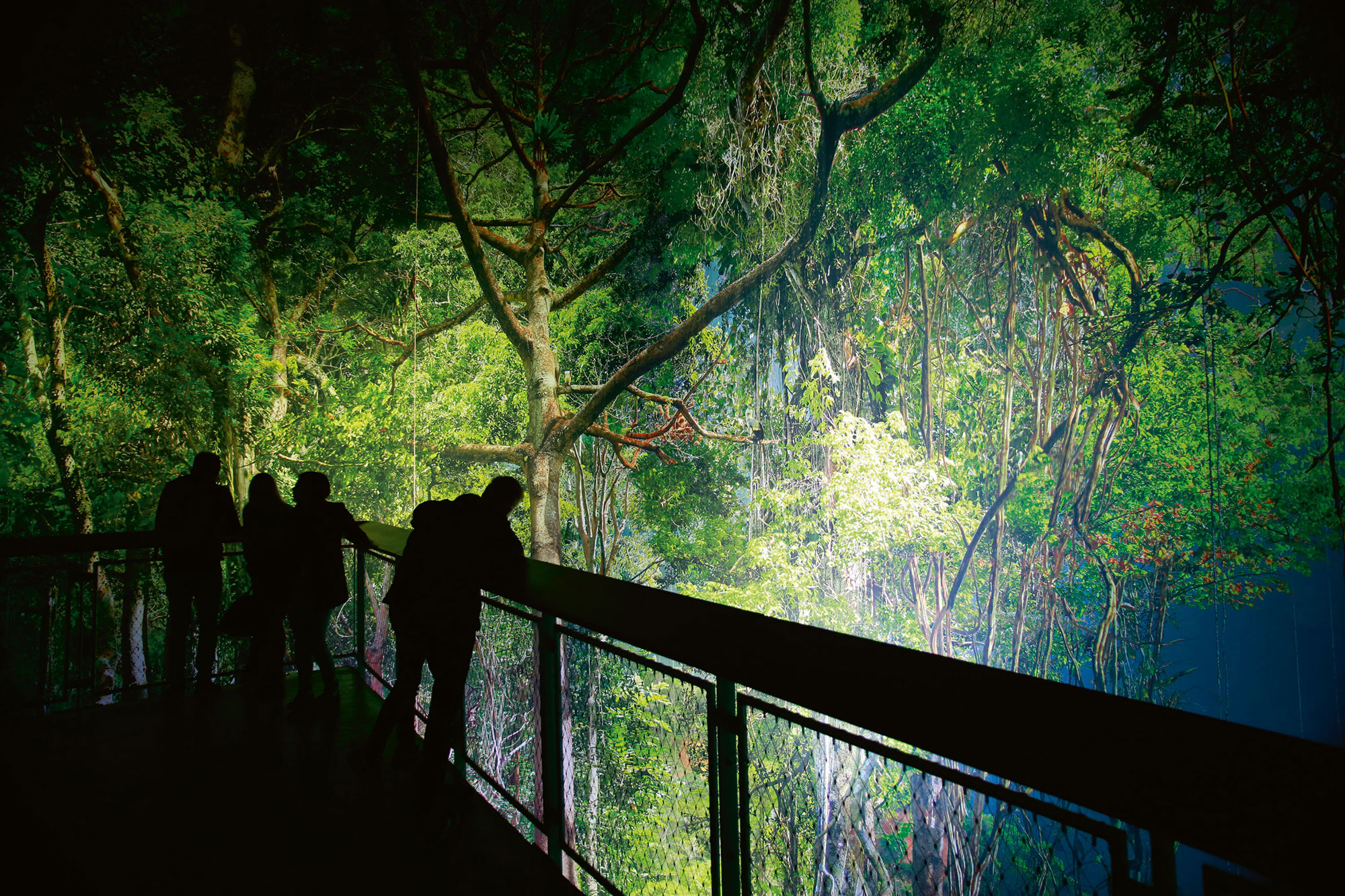
THE AMAZON (2009-2012 al panometro di Lipsia, 2012/2013 al panometro di Lipsia, 2015-2016 al Panorama XXL di Rouen)
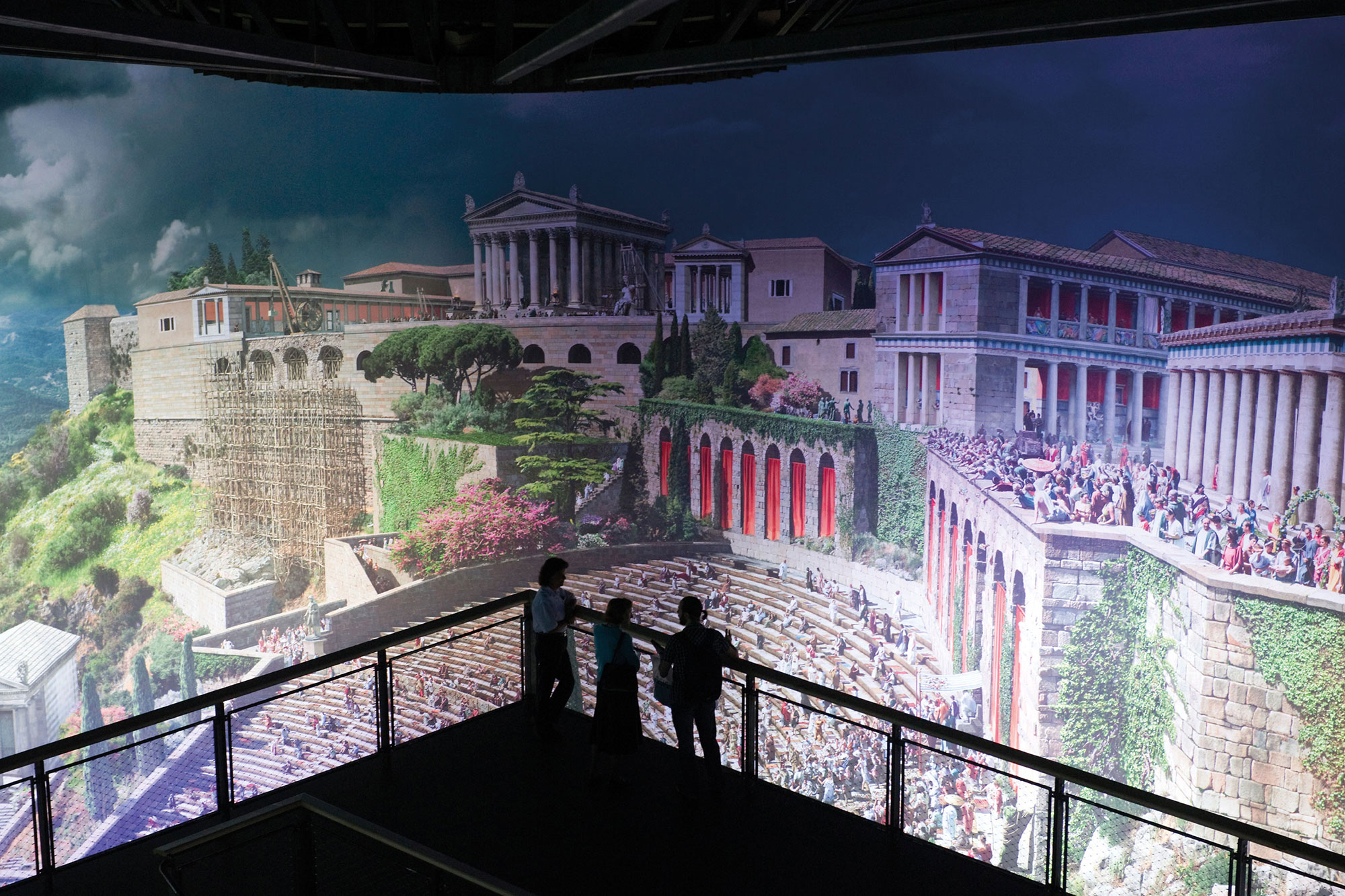
PERGAME (2011-2012 al Museo di Pergamo di Berlino (in collaborazione con i Musei statali di Berlino))
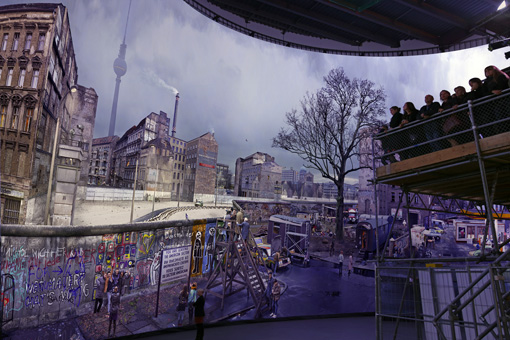
THE WALL al Panorama Asisi di Berlino (dal 2012)
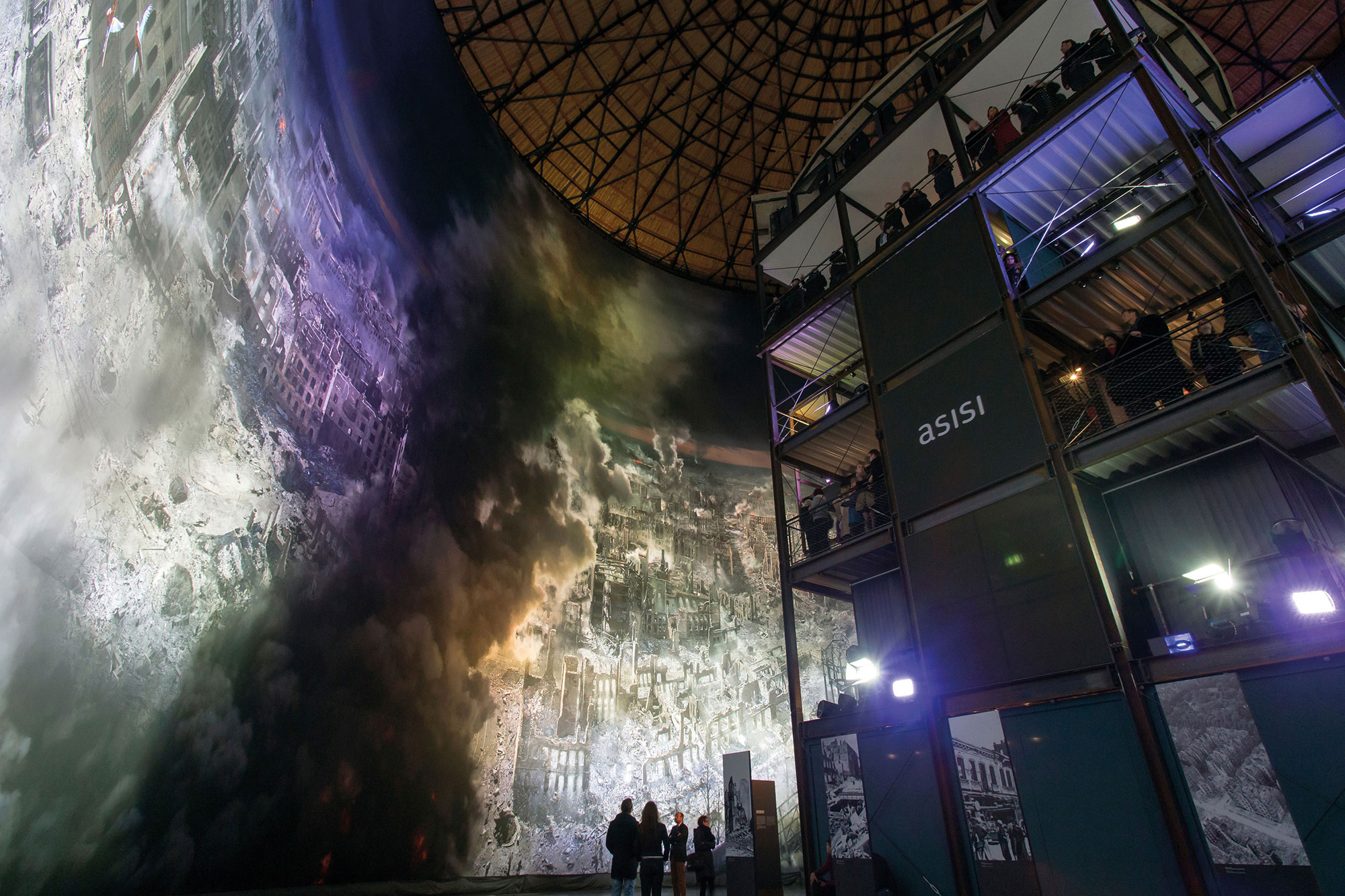
DRESDE 1945 al panometro di Dresda (ogni anno dal 2015 da gennaio a giugno)
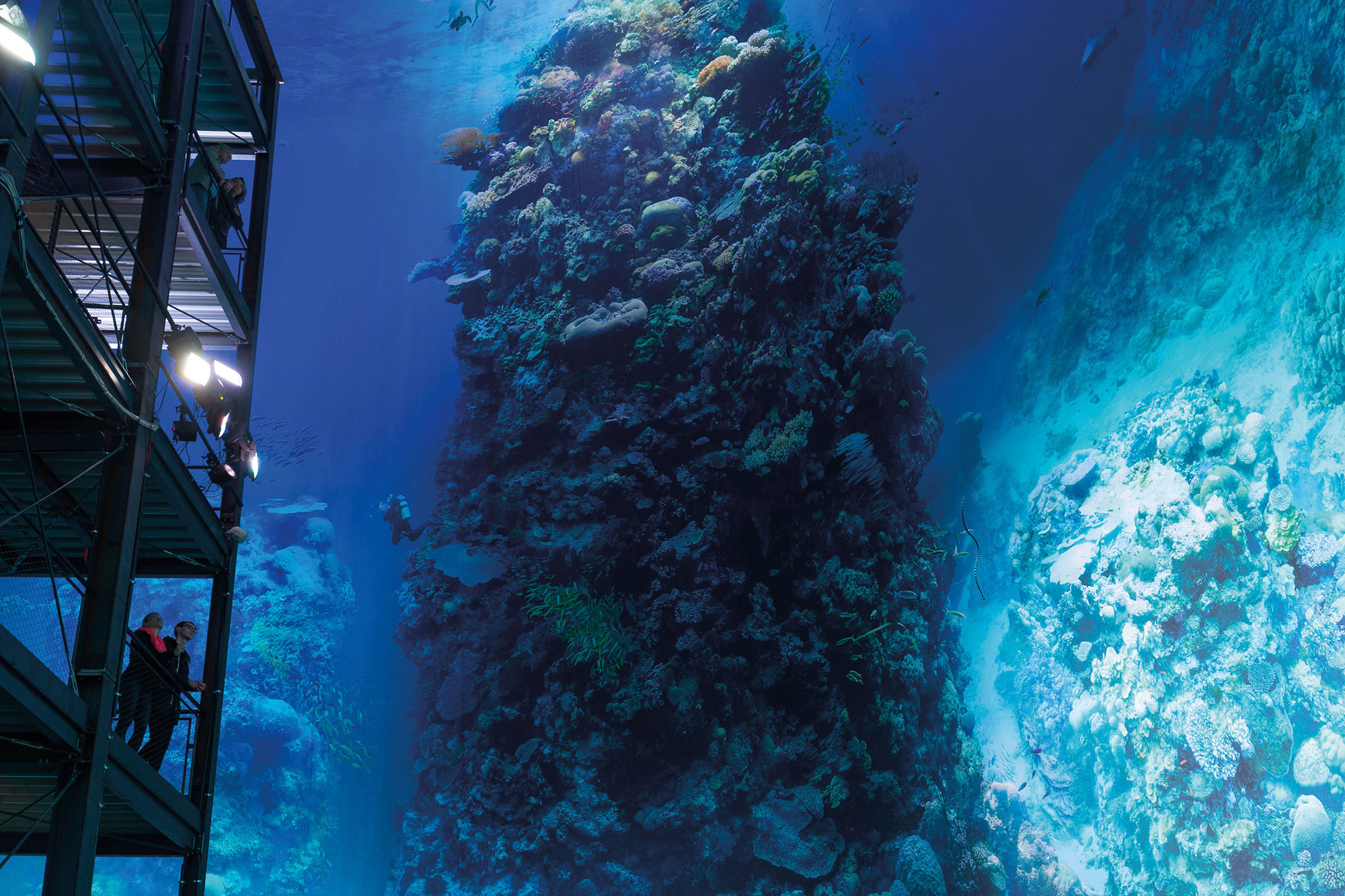
THE GREAT BARALER CORAL al panometro di Lipsia (2015-2017)
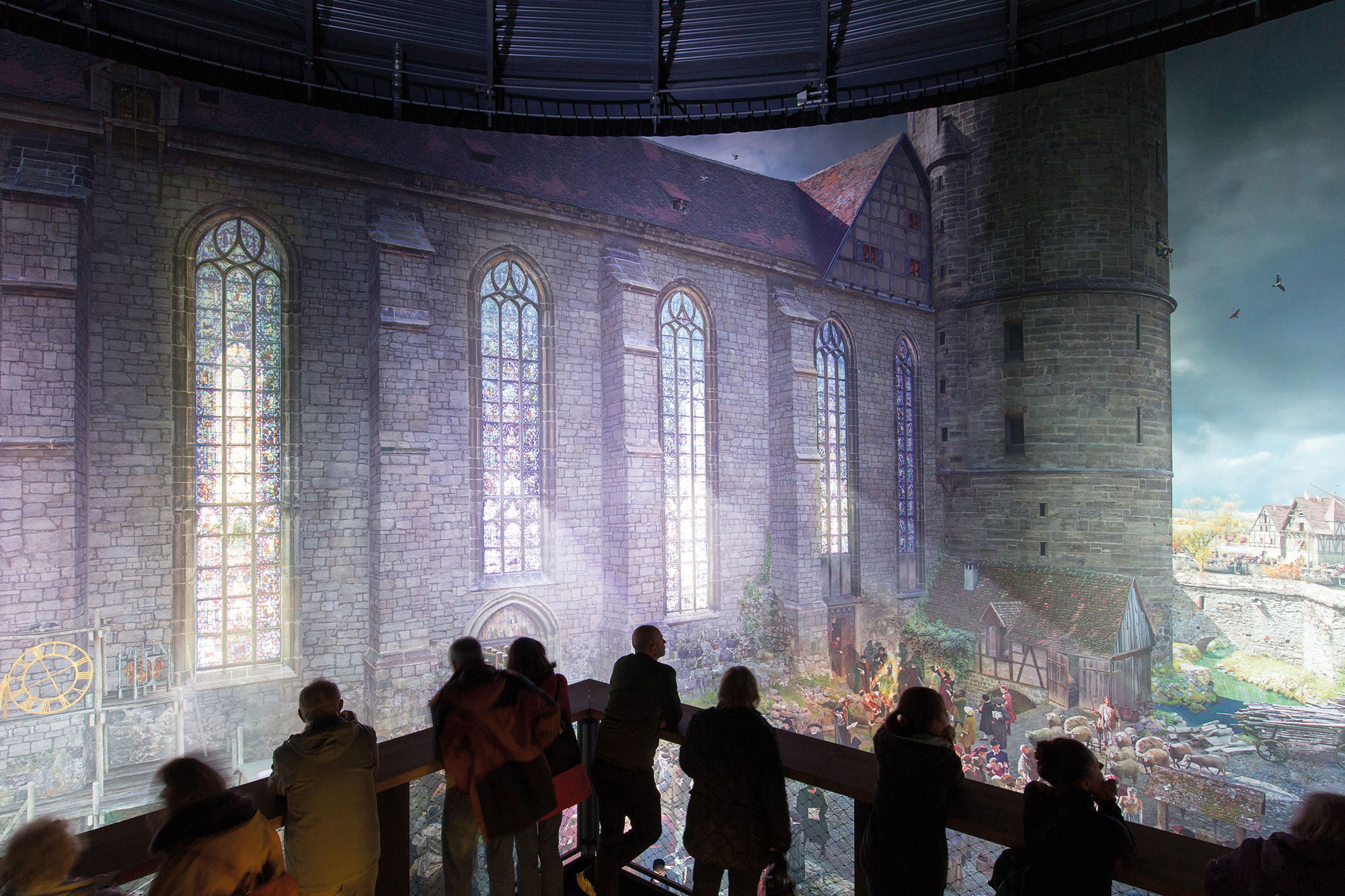
LUTHER 1517 (dal 2016 a Wittenberg 360)
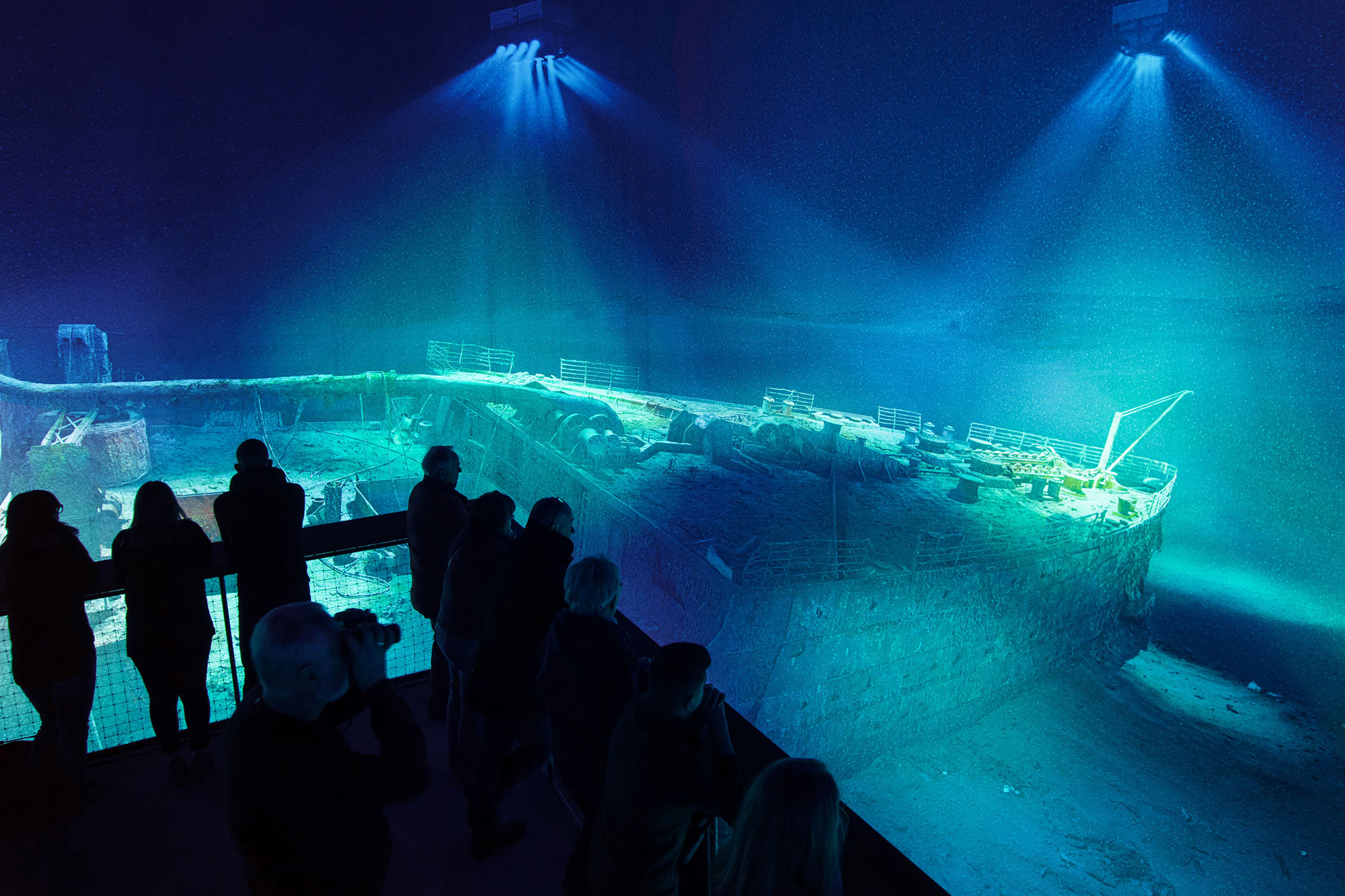
LE TITANIC al panometro di Lipsia (dal 2017)